# Landkreis Heilbronn
Landkreis Heilbronn är ett distrikt i Baden-Württemberg, Tyskland. 

## Infrastruktur
Motorvägarna A6 och A81 passerar genom distriktet.
1. 1 2  härlett från: Statistisches Landesamt Baden-Württemberg.[källa från Wikidata]
2. ↑  hämtat från: tyskspråkiga Wikipedia.[källa från Wikidata]